# Chauliodes priscus
Chauliodes priscus là một loài côn trùng trong họ Corydalidae thuộc bộ Megaloptera. Loài này được Pictet in Berendt miêu tả năm 1856.